# 聖加倫卡佩爾

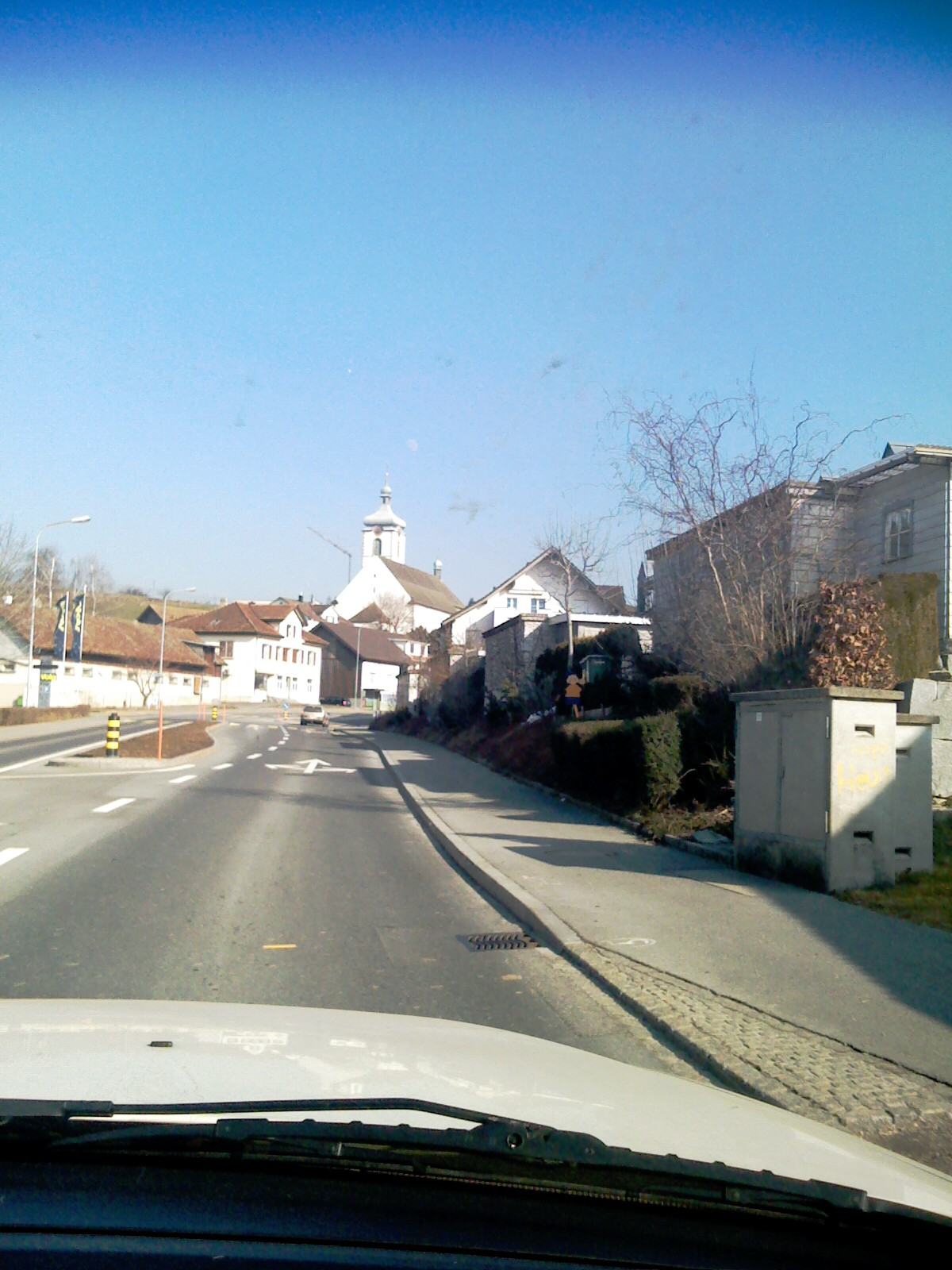

聖加倫卡佩爾是瑞士的城鎮，位於該國東北部，由聖加侖州負責管轄，面積19.46平方公里，海拔高度595米，2011年人口1,835，七成半人口信奉羅馬天主教，人口密度每平方公里94人。

## 外部連結
- Official website （页面存档备份，存于） （德文）